# Verkehrsgemeinschaft Kempten
Die Verkehrsgemeinschaft Kempten (abgekürzt VK) war eine Vereinigung aller Verkehrsunternehmen, die im Gebiet der kreisfreien Stadt Kempten (Allgäu) und der nördlichen Hälfte des Landkreises Oberallgäu Busverkehre betreiben. Sie wurde 1992 gegründet und mit der Tarifeinführung der Mona Allgäu im Jahr 2016 aufgelöst. 
Die VK koordinierte Fahrpläne und Tarife der beteiligten Buslinien. Dabei bestand ein für alle Mitglieder verbindlicher Gemeinschaftstarif. Der Schienenpersonennahverkehr im Verkehrsgebiet der VK (Nahverkehrszüge der DB Regio und alex) war – mit Ausnahme der Tageskarte „Oberallgäu-Ticket“ – nicht in den Gemeinschaftstarif einbezogen. 

## Geschichte

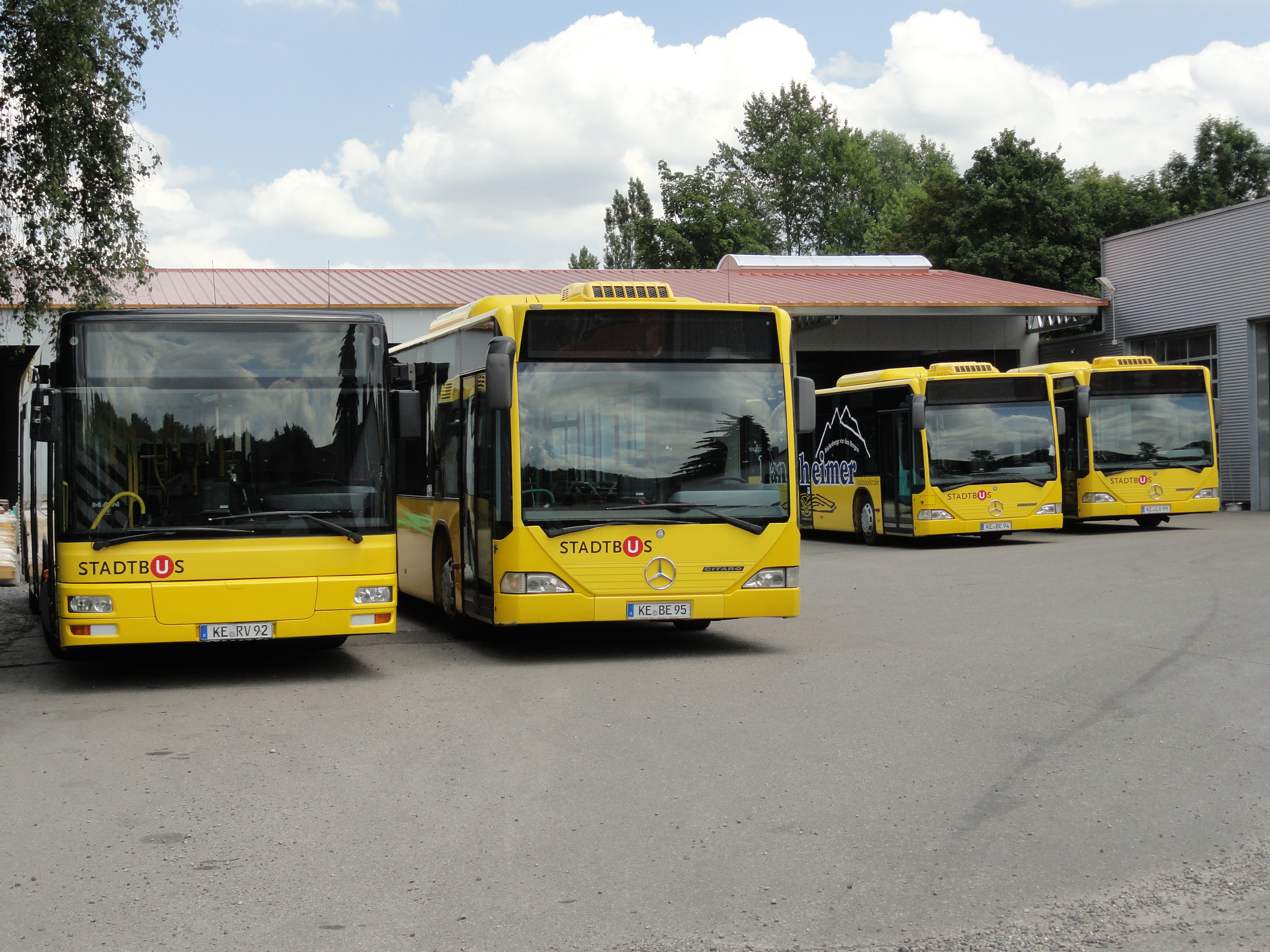
Die gelben Stadtbusse von Kempten

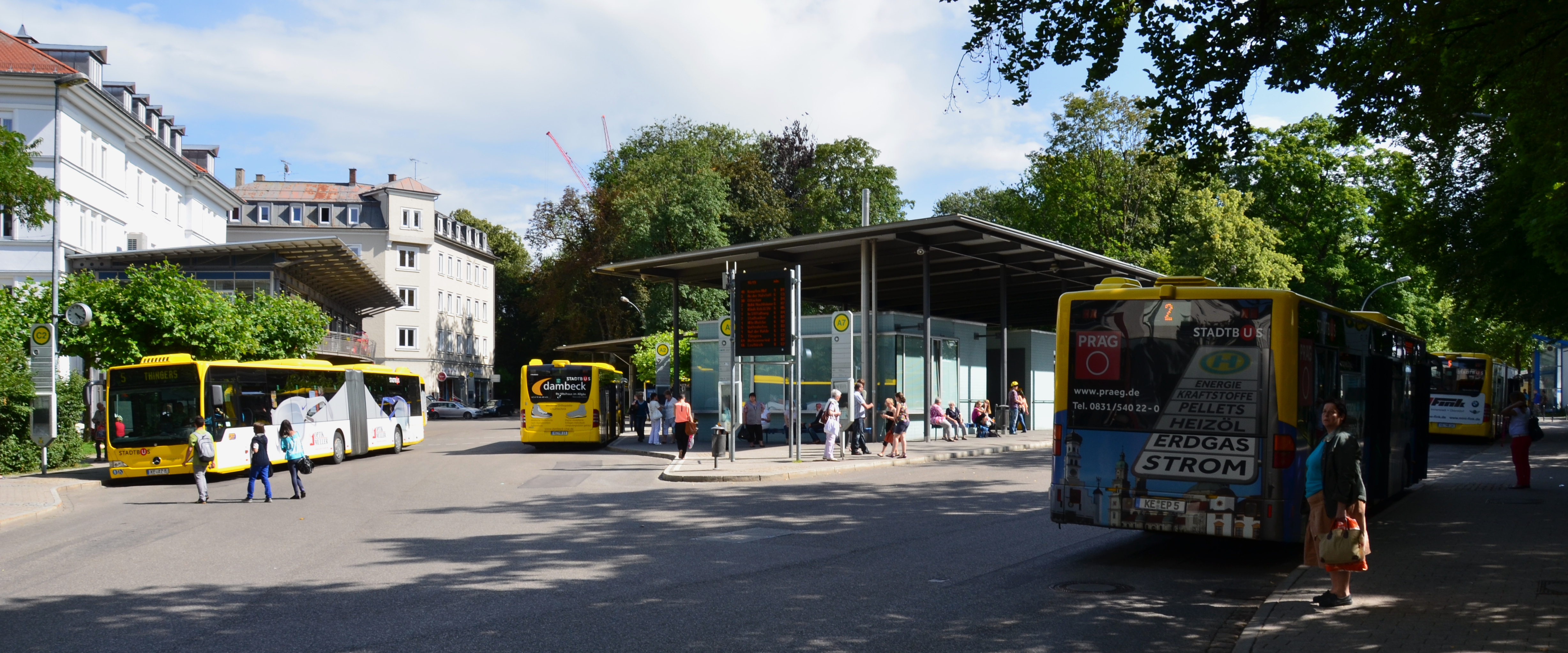
Zentrale Bus-Umsteigestelle (ZUM) in Kempten

In Kempten gab es 1928/39 eine ins Leben gerufene Kraftpostlinie nach Obergünzburg/Sontheim sowie Buchenberg/Isny. Es folgten weitere Linien insbesondere weil die Zielorte nicht von der Bahn erschlossen werden konnten. Nach dem Zweiten Weltkrieg erkannte der Busunternehmer Josef Schattmeier einen Bedarf an einem städtischen Omnibusverkehr. Zur ersten Allgäuer Festwoche rief er mit Mitbewerbern (Bodenmüller, Haslach, Pfahler) die Stadtverkehr GmbH ins Leben. Um die zwei geplanten Linien befahren zu können, wurden zwei Omnibusse „mühsam“ zusammengebaut. Acht Jahre später hatte die Stadtverkehr GmbH das Busnetz auf sechs Linien ausgebaut. In den Folgejahren wurden auch wegen des Entstehens neuer Stadtteile weitere Kurse eingerichtet. Der Versuch, günstigste, aber nicht immer rentable, Verbindungen in der Innenstadt einzurichten, um den Individualverkehr zu entlasten, führte 1984 den Stadtrat zur Entscheidung, den Stadtverkehr finanziell zu fördern.
Im Sommer 1983 sprach sich der Verkehrsausschuss für den ehemaligen Bahnhofsvorplatz als zentralen Omnibusbahnhof aus. Einige Mitstreiter hielten den Platz als zu klein und schlugen den Albert-Wehr-Platz am Lyzeum vor. Im Frühjahr 1993 entschied sich der Stadtrat mit knapper Mehrheit für den Albert-Wehr-Platz. Ein Jahr davor wurde die Verkehrsgemeinschaft Kempten gegründet. Dank der Zugehörigkeit mehrerer Busunternehmen zu dieser Gemeinschaft wurde die Benutzung aller Linien mit demselben Fahrschein in der kreisfreien Stadt Kempten und dem Altlandkreis Kempten ermöglicht.
Nach einem Jahr Bauzeit wurde am 4. September 1995 die ZUM (Zentrale Bus-Umsteigestelle) auf dem Albert-Wehr-Platz eröffnet. Das Bauvorhaben kostete 3,8 Millionen Mark. Es trat ein Fahrplan mit Durchmesserlinien in Kraft. Hierbei treffen sich alle 26 Linien der Verkehrsgemeinschaft an der ZUM. Aufgrund der Bemühung auf Umweltverträglichkeit der Busse, vergab die Stadt Kempten einen Umweltpreis an die Gemeinschaft. Noch vor 2000 wurden dieselbetriebene Busse auf schwefellosen Biodiesel umgerüstet. Die Niederflurbusse mit Fahrzeugkatalysator und Rußpartikelfilter gehörten ebenso zu diesen Bemühungen.

## Verkehrsgebiet

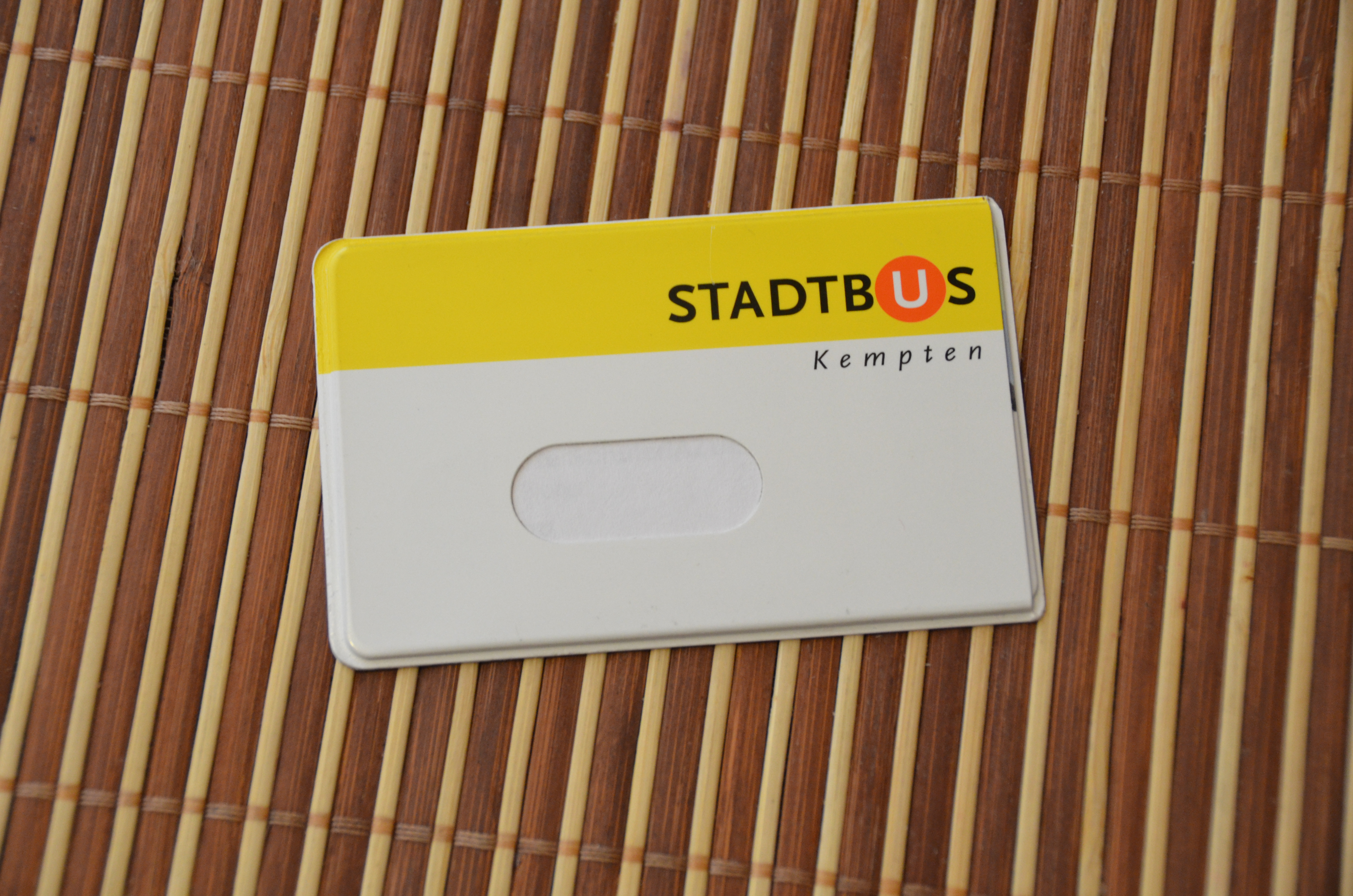
Zeitkarte mit Chip der VK

Das Verkehrsgebiet der Verkehrsgemeinschaft Kempten umfasste das gesamte Gebiet der kreisfreien Stadt Kempten sowie die nördliche Hälfte des Landkreises Oberallgäu. Für die südliche Hälfte des Landkreises Oberallgäu war hingegen die Verkehrsgemeinschaft Oberallgäu (VG OA) zuständig. Die diesbezügliche Teilung des Landkreises Oberallgäu ist historisch bedingt, das Verkehrsgebiet der VK deckte mit dem ehemaligen Landkreis Kempten (Allgäu) das natürliche Umland der Stadt Kempten ab, das Verkehrsgebiet der VG OA umfasste hingegen den früheren Landkreis Sonthofen. Es bestand jedoch kein unmittelbarer Zusammenhang mit der Gebietsreform, denn die beiden Alt-Landkreise Kempten und Sonthofen wurden bereits 1973 zum Kreis Oberallgäu vereinigt (also 19 Jahre vor Gründung der VK und 22 Jahre vor Gründung der noch jüngeren VG OA).

## Tarife
Der von der Verkehrsgemeinschaft Kempten abgedeckte Bereich war in neun verschiedene Tarifzonen unterteilt. Das Stadtgebiet Kempten entsprach der „Tarifzone Null“. Diese wurde weiter aufgeteilt: In den Bereich innerhalb und außerhalb des Mittleren Rings, die übrigen acht Tarifzonen waren ringförmig um die Tarifzone Null herum angeordnet und nicht nummeriert. 
Angeboten wurden neben Einzelfahrscheinen (auch für Gruppen und Kinder) außerdem Tageskarten (darunter sowohl reine Bus-Tageskarten, als auch kombinierte Bus-Schiene-Tageskarten im Rahmen des Sonderangebots Oberallgäu-Ticket), Wochenkarten, Monatskarten und Jahreskarten.

## Mitglieder der VK
Die Verkehrsgemeinschaft Kempten bestand im Wesentlichen aus folgenden Unternehmen:
- Kemptener Verkehrsbetriebe (Aufgabenträger für den Stadtbus Kempten)
  - Haslach Bus (Betreiber des Stadtbusses in Kempten)
    - Schweighart Reisen
- Regionalbus Augsburg (zuständig für die meisten Regionalbuslinien im VK-Verkehrsgebiet)
  - Adam Pfahler
- Reisebüro Schattmeier
- Berchtolds Autoreisen
- Gromer Omnibus
- Morent-Reisen
- DB Regio Bus
  - Regionalverkehr Allgäu